# Ernst von Traun

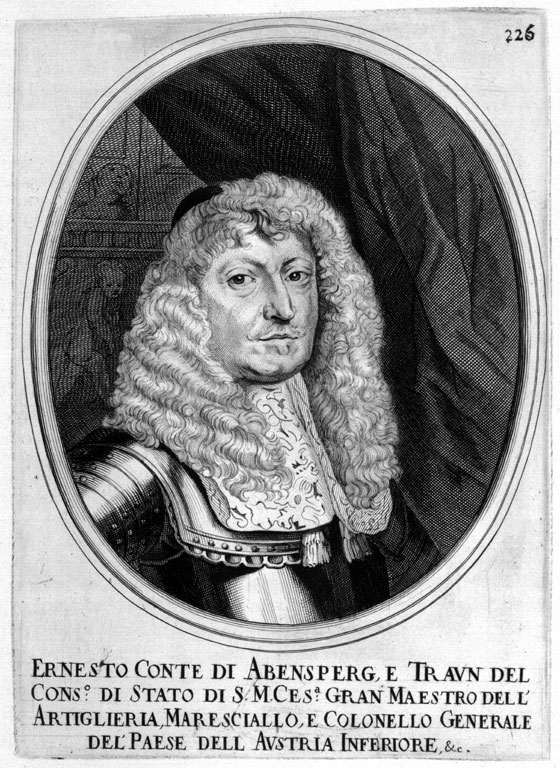
Ernst von Traun

Ernst von Traun, seit 1653 Graf von Abensperg und Traun (* 26. März 1608 in Maissau; † 18. November 1668 in Bologna), war ein österreichischer Adliger und Militär. Er machte zunächst als kaiserlicher Offizier im Dreißigjährigen Krieg Karriere und stieg bis zum Generalkriegskommissar auf. Nach Kriegsende wurde er Landmarschall der niederösterreichischen Stände und Geheimer Rat am Hof Kaiser Ferdinands III. Seine letzten Positionen waren die eines Stadtkommandanten von Wien und Vizepräsidenten des Hofkriegsrats.
Als Kriegskommissar wirkte er an der Aufstellung einer Kreisarmee des Niederrheinisch-Westfälischen Reichskreises im Jahr 1644 mit und verantwortete ab 1647 die gesamte Logistik und Versorgung der kaiserlichen Armee. Als der Westfälische Friede Ende 1648 die großen Söldnerheere überflüssig machte, organisierte Traun die Abdankung eines Großteils der Soldaten. Mit dem dauerhaften Erhalt eines Teils der Regimenter begründete er das stehende Heer der Habsburger.   

## Leben
Geboren wurde Ernst als Sohn von Sigmund Adam von Traun (1573–1637) und Eva von Polheim. Sigmund Adam war ein ursprünglich protestantischer Konvertit, der ebenfalls bereits das Amt eines niederösterreichischen Landmarschalls innehatte. Zu Ernsts Geschwistern zählten die kaiserlichen Kämmerer Johann Christoph (1598–1654) und Ehrenreich von Traun (1610–1659).
Während des Dreißigjährigen Krieges entschied Traun sich für eine militärische Laufbahn. Sein erstes Kommando als Oberst über ein Regiment Kürassiere wurde ihm im Juli 1634 übertragen. Im September kämpfte er damit in der siegreichen Schlacht bei Nördlingen. 1635 nahm er an der Rückeroberung Würzburgs von den Schweden teil und diente danach unter General Götz am Rhein. In den nächsten Jahren rückte das Regiment nach Nordostdeutschland, wo es 1637 bei Pegau nahe Leipzig gegen die in Sachsen eingedrungenen Schweden kämpfte und nach deren Zurückdrängung 1638 nach Holstein geschickt wurde. Danach wurde das Regiment wahrscheinlich aufgelöst. Anfang 1639 ernannte Kaiser Ferdinand III. Traun zu einem seiner Kämmerer.
In den 1640er Jahren vergab er Kredite an die Stände, die damit die kaiserliche Kriegsfinanzierung unterstützten. Erst 1642 erhielt er wieder ein Kommando über ein neu von den niederösterreichischen Landständen aufgestelltes Infanterieregiment. Dieses Regiment rückte 1643 nach Mähren und bekämpfte 1644 in Ungarn unter Befehl General Puchheims den Aufstand des Siebenbürger Fürsten Georg I. Rákóczi. Nach Einsätzen und Stationierungen in Böhmen und Österreich kam es 1648 zur Hauptarmee und machte die Schlacht bei Zusmarshausen mit. Bis 1647 übernahm Traun wiederholt persönlich den Befehl über das Regiment; bis 1651 blieb er der Inhaber, danach übergab er es an Leopold Wilhelm von Baden-Baden.
Traun wurde Anfang 1643 zum Generalwachtmeister befördert und auf Wunsch von Matthias Gallas zum Kriegskommissar ernannt, um die Logistik und Versorgung der Armee zu verbessern. In seinem neuen Amt war er auch als Gesandter aktiv; Mitte 1643 wurde er als Kommissar des Kaisers zum Niederrheinisch-Westfälischen Kreistag nach Köln entsandt, wo über die Finanzierung einer Kreisarmee verhandelt wurde. Die zwei führenden Kreismitglieder Pfalzgraf Wolfgang Wilhelm von Pfalz-Neuburg und Kurfürst Ferdinand von Köln konnten sich nicht auf eine gemeinsame Linie einigen. Als die Kölner Gesandten im Streit den Kreistag verließen und Wolfgang Wilhelm mit den verbliebenen Mitgliedern einen Beschluss zum Unterhalt einer gemeinsamen Armee fasste, rechneten Traun und der Kaiserhof mit dem Pfalzgrafen als zukünftigem Verbündeten. Doch nachdem der Kreistag keine weiteren Beschlüsse verabschiedete und der Kölner Kurfürst den Kaiser überzeugen konnte, dass Wolfgang Wilhelm nur an Neutralität interessiert war, zog der Kaiser Traun im November des Jahres ab und entzog Wolfgang Wilhelm das Direktorium über den Kreis, mit dem Kurköln allein beauftragt wurde. Im Mai 1644 kehrte Traun zum Kreistag zurück, der am 2. Juni eine von ihm verfasste Erklärung annahm und die Aufstellung einer Kreisarmee unter Befehl von Gottfried Huyn von Geleen beschloss.

### Generalkriegskommissar
Im Jahr 1647 wurde Traun zum Generalkriegskommissar der Kaiserlichen Armee bestellt. Mit ihm gab es zum ersten Mal während des Krieges einen zentralen Zuständigen für die gesamte Heereslogistik und Nachschubversorgung der Kaiserlichen. Zusammen mit dem neuen Oberbefehlshaber Peter Melander von Holzappel gelang es ihm, die schwer angeschlagene Streitmacht mit neuen Mannschaften, Ausrüstung, Bewaffnung und Pferden zu verstärken. Das ihm unterstellte Generalkriegskommissariat war für die Einziehung von Kontributionen und Reichshilfen, und für die Bezahlung der Soldaten verantwortlich. Ihm unterstellt waren der Stellvertreter Joachim Friedrich von Blumenthal, eigene Kommissare für Artillerie, Bekleidung und Festungen sowie das Kriegszahlamt und das Proviantamt, allerdings war der Hofkriegsrat ihm gegenüber immer noch weisungsbefugt.
Nach Abschluss des Westfälischen Friedens im Oktober 1648 überwachte Traun die Abdankung eines Großteils der kaiserlichen Söldner und die Umwandlung des verbleibenden Kerns in ein stehendes Heer. Dazu verringerte er zunächst die Größe der Stäbe und die Anzahl der Regimenter, um Verwaltungskosten und Offiziersgehälter einzusparen. Gleichzeitig behielt er möglichst viele Soldaten unter Waffen, um ein militärisches Druckmittel für die Verhandlungen des Nürnberger Exekutionstags zu besitzen. Traun wollte nicht nur vermeiden, auf einen Schlag riesige Ablösungsgelder für die entlassenen Soldaten zahlen zu müssen, er war auch wie viele kaiserliche Militärs davon überzeugt, dass der Krieg jederzeit wieder ausbrechen könnte. Er setzte sich nachdrücklich dafür ein, die Soldaten nicht vollständig zu entlassen, sondern einen schlagkräftigen Rest beizubehalten. Es verblieb nach 1650 schließlich eine Armee von 20.000 Mann. Für seinen maßgeblichen Einsatz um das Aufrechterhalten der Armee wird Traun auch als „Schöpfer“ des stehenden Heeres der Habsburgermonarchie bezeichnet.

### Landmarschall

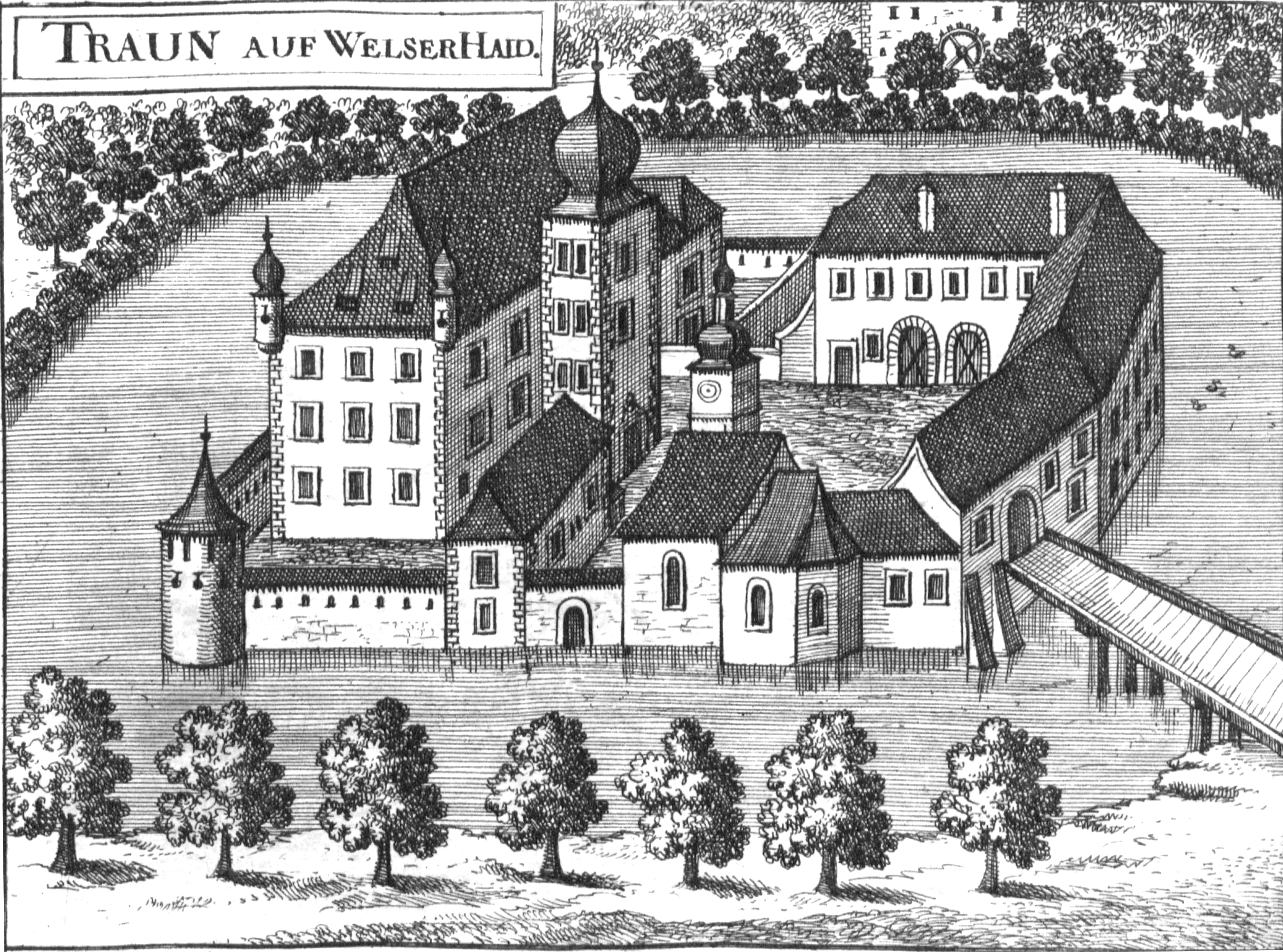
Schloss Traun gelangte 1664 an die Familie zurück

1651 berief Kaiser Ferdinand III. Traun zum niederösterreichischen Landmarschall. Wesentliche Aufgabe in seiner Funktion war es, die Stände Niederösterreichs in die dauerhafte Finanzierung des stehenden Heeres einzubeziehen. Durch eine Reihe von Reformen gelang es ihm, die Stände als zuverlässige Kreditquelle für das Militär zu erhalten und gleichzeitig deren kriegsbedingte Schuldenlast deutlich zu verringern. Bis zum Jahr 1667 sanken die Schulden der niederösterreichischen Stände um 65 % und erreichten annähernd das Niveau vor Ausbruch des Dreißigjährigen Krieges.
Zusammen mit seinen Brüdern und Cousins wurde er am 15. August 1653 unter dem Namen Abensperg und Traun in den Reichsgrafenstand erhoben. Am 14. Januar 1656 machte Ferdinand III. ihn zum Geheimen Rat. Im gleichen Jahr erwarb er die reichsunmittelbare Grafschaft Eglofs in Schwaben, für die er 1662 einen Sitz im schwäbischen Grafencollegium erhielt. Auch Schloss Traun, das Stammschloss seiner Familie, das sein Vater 1630 hatte verkaufen müssen, konnte Ernst von Traun wieder zurück erwerben. 1668 wurde er zum Vizepräsidenten des Hofkriegsrats und zum Stadtkommandanten von Wien ernannt, starb aber kurz darauf in Bologna auf der Rückreise von einer Wallfahrt nach Loreto.

## Familie
Traun heiratete die aus einer ursprünglich bürgerlichen Familie stammende Katharina Ursula Freiin von Werbern. Zusammen hatten die beiden vier Kinder:
- Ferdinand Ernst (1647–1685) ⚭ 1668 Juliana Frangipan[15]
- Rudolf (jung gestorben)[2]
- Maria Susanna († 1649)[2]
- Margaretha (1649–1706) ⚭ I. 1667 Ferdinand Longueval Graf von Bucquoy, ⚭ II. 1691 Theodor Heinrich von Stratmann[2]

Mit dem Tod des Enkels Joseph im Jahr 1690 starb seine Linie aus und wurde von Ernsts Neffen Otto Ehrenreich von Abensperg und Traun beerbt.